# Magda Campins Martí
Magda Campins Martí (Barcelona, 1956) es una investigadora española, jefa de medicina preventiva y epidemiología del Hospital Universitario Valle de Hebrón. En 2021, fue nombrada Presidenta del Comité Científico Asesor de la Covid-19, órgano asesor del Departamento de Salud. Ese mismo año, fue distinguida con el Premio ACRA 2021 a la trayectoria profesional por su labor frente a la pandemia de COVID-19.

## Trayectoria
En 1980, Campins se licenció en Medicina y Cirugía, y entre 1980 y 1984 se especializó en Medicina Preventiva y Salud Pública. En 1992, se doctoró en medicina. En 1997, estudió Pediatría y Epidemióloga hospitalaria en la Society for Healthcare Epidemiology of America and CDC en Atlanta. Posteriormente, estudió en la Universidad Autónoma de Barcelona (UAB) el máster en Gestión Clínica y Organización de Servicios Sanitarios.
En la Facultad de Medicina de la UAB es también profesora de medicina preventiva y epidemiología de la Facultad de Medicina, y profesora del máster Interuniversitario en Salud Pública UPF/UAB. Su experiencia está especialmente ligada al ámbito de la investigación y la prevención de enfermedades infecciosas, inmunoprevenibles y asistencia sanitaria. Ha formado parte del Comité Asesor de Vacunaciones del Departamento de Salud de la Generalidad de Cataluña. 
Como investigadora, Campins ha estudiado brotes epidémicos a nivel hospitalario y comunitario, y desarrolló programas de prevención y control de infecciones emergentes como la gripe pandémica, el zika y el ébola, entre otras.
Gracias a sus investigaciones sobre infecciones nosocomiales en el área de pediatría, ha podido liderar el programa de vigilancia de estas infecciones en las Unidades de Cuidados Intensivos Pediátricos y Neonatales de Cataluña (VINCAT pediátrico). Tanto a nivel nacional como internacional ha investigado la morbilidad asociada con infecciones inmunoprevenibles, y ha desarrollado ensayos clínicos de inmunogenicidad, seguridad y eficacia de vacunas contra la gripe, el herpes zóster, el virus del papiloma humano, la meningitis y la tos ferina.
Entre las conferencias destacadas que Campins ha impartido en 2009 "La Grip A (H1N1) Cal estar preocupats" "El valor de las vacunas, científicos que han cambiado el curso de la historia" y "Vacunas COVID-19: ¿Qué hemos hecho hasta ahora y qué nos queda por hacer?" en 2021.

### Covid-19
Las investigaciones que Campins ha llevado a cabo desde la jefatura de Medicina Preventiva y Epidemiología en Cataluña se han basado en hacer un balance de la vacunación en personas de alto riesgo atendidas en los hospitales catalanes. Durante este tiempo Campins también destacó en la importancia de realizar cribados masivos con test PCR en áreas acotadas y como complemento un rastreo de casos que se puso en práctica en Cataluña y Madrid. Además, realizó una tarea importante de divulgación medios de comunicación con mensajes para prevenir contagios, como una buena higiene de manos, el uso de la mascarilla y mantener la distancia social adecuada.

## Publicaciones
- 1998: Vacunas 1998 ISBN 978-84-8124-157-0
- 2009: La enfermedad meningocócica y su prevención ISBN 978-84-7714-309-3
- 2011: Herpes zóster ISBN 978-84-92442-81-2
- 2013 Vacunas ISBN 978-84-617-2418-5
- Vacunas 2015 ISBN 978-84-608-3135-8
- Vacunas 2019 ISBN 978-84-09-15297-1

## Reconocimientos
En 2009, Campins recibió el premio a la Excelencia Profesional del Colegio Oficial de Médicos de Barcelona. En 2021, fue distinguida con el Premio ACRA a la trayectoria profesional por su labor frente a la pandemia de COVID-19.